# El Porvenir, Calera
El Porvenir är en ort i Mexiko.   Den ligger i kommunen Calera och delstaten Zacatecas, i den centrala delen av landet, 500 km nordväst om huvudstaden Mexico City. El Porvenir ligger 2 158 meter över havet och antalet invånare är 124.
Terrängen runt El Porvenir är en högslätt. Runt El Porvenir är det ganska glesbefolkat, med 45 invånare per kvadratkilometer. Närmaste större samhälle är Víctor Rosales, 3,7 km väster om El Porvenir. Trakten runt El Porvenir består till största delen av jordbruksmark.